# Félix García Casas
Pour les articles homonymes, voir García et Casas.
Félix Manuel García Casas, né le 29 décembre 1968 à Madrid, est un coureur cycliste et entraineur espagnol. Professionnel de 1993 à 2003, il a évolué en tant qu’équipier de différents leaders sur les grands tours et a notamment pris la huitième place du Tour d'Espagne 2002.

## Biographie
Félix García Casas commence sa carrière professionnelle en 1993 dans l'équipe Artiach-Fillipinos. En 1996, il rejoint la formation Festina-Lotus. Il participe à son premier Tour de France. Il y épaule Richard Virenque, troisième du classement final, et termine 48e en glanant une cinquième place d'étape au Puy-en-Velay. Il est ensuite présent sur chaque Tour d'Espagne, où il se classe régulièrement parmi les vingt premiers, avec de bons résultats en montagne, comme sa troisième place au Pla-de-Beret en 1999.
En 2000, Lors du Tour de France, alors équipier de Christophe Moreau et Joseba Beloki, il parvient à prendre la quatorizème place du classement général.
En mai 2001, il prend la deuxième place du Tour de Romandie, échouant à 43 secondes du vainqueur Dario Frigo. Il est sélectionné pour sa troisième "Grande Boucle", au service cette fois de Christophe Moreau. Celui-ci ne termine pas l'épreuve. Félix García Casas est quant à lui 37e. La Vuelta 2001 est plus réussie pour Festina : Ángel Casero remporte l'épreuve, et trois de ses coéquipiers sont parmi les 20 premiers, dont Félix García Casas, 15e. L'équipe disparaît cependant en fin de saison. Félix García Casas rejoint en 2002 l'équipe française BigMat-Auber 93.
L'équipe BigMat-Auber 93 n'est pas sélectionnée pour le Tour de France 2002. Elle est en revanche invitée au Tour d'Espagne, avec pour leader Félix García Casas. Celui-ci y réalise sa meilleure Vuelta. Deuxième d'étape dans la Sierra Nevada, il se montre régulier dans la montagne et prend la huitième place au classement final.
Alors que BigMat-Auber 93 n'est invitée sur aucun grand tour en 2003, García Casas rejoint l'équipe Bianchi en juin. Il participe au Tour de France aux côtés de Jan Ullrich, deuxième de l'épreuve.  Il est souvent le dernier à l'accompagner en montagne, avec David Plaza. L'équipe Bianchi disparaît en fin de saison, marquant la fin de la carrière de Félix García Casas.
En 2013, il rejoint la Fondation Alberto Contador pour prendre en charge l'Académie de cyclisme. Il participe à la naissance et au développement de l'équipe junior, espoir, puis de la structure continentale (Polartec-Kometa) devenue une équipe professionnelle sous le nom d'Eolo-Kometa en 2021. En juillet 2022, après 10 ans dans la structure, il quitte ses fonctions pour devenir sélectionneur espagnol sur piste avec les Jeux olympiques de Paris 2024 en ligne de mire.

## Palmarès

### Palmarès amateur
| - 1989 - 2e du Tour de Lleida - 3e du Circuito Montañés - 1991 - Tour du Goierri - 2e du Circuito Montañés | - 1992 - Tour de Palencia |  |

### Palmarès professionnel
| - 1993 - 5e étape du Tour du Portugal de l'Avenir - 1994 - 3e de l'Escalade de Montjuïc - 3e du Tour des Asturies - 1995 - Trofeo Comunidad Foral de Navarra - 1996 - 1re étape du Tour du Chili - 3e du Tour du Chili - 1997 - 1re étape du Tour du Chili - 2e du Tour du Chili | - 2001 - 2e du Tour de Romandie - 3e du Trofeo Alcudia - 3e du Challenge de Majorque - 2002 - 2e de l'Escalade de Montjuïc - 8e du Tour d'Espagne - 2003 - 3e de la LuK-Cup |  |

## Résultats sur les grands tours

### Tour de France
4 participations
- 1996 : 48e
- 2000 : 14e
- 2001 : 37e
- 2003 : 23e

### Tour d'Espagne
10 participations
- 1993 : 80e
- 1994 : 21e
- 1995 : 15e
- 1997 : 13e
- 1998 : 20e
- 1999 : 17e
- 2000 : 21e
- 2001 : 15e
- 2002 : 8e
- 2003 : 15e

### Tour d'Italie
3 participations
- 1996 : 17e
- 1997 : 12e
- 1998 : 37e